# Georges Bourdin (illustrateur)
Pour les articles homonymes, voir Georges Bourdin et Bourdin.
Georges Bourdin, dit aussi Geo Bourdin (1885-1971) est un illustrateur français.

## Biographie
Georges Bourdin est né à Paris en 1887 et décédé en 1971 dans la même ville.
Il se fait connaître surtout dès 1921 dans les publications du Petit Écho de la Mode, revue Lisette et collection Printemps notamment. Il réalise également des affiches et des réclames.
Il expose en 1929 au Salon des humoristes quatre dessins rehaussés.